# Rino Levi
Rino Levi (São Paulo, 31 de dezembro de 1901 — Bahia, 29 de setembro de 1965) foi um arquiteto brasileiro, representante da chamada escola paulista de arquitetura moderna. Foi fundador do escritório Rino Levi Arquitetos Associados.

## Vida e obra
Rino Levi nasceu em São Paulo em 31 de dezembro de 1901. Filho de pais italianos, estudou arquitetura em Milão e Roma.
Foi um dos responsáveis pela transformação da arquitetura da cidade de São Paulo e é um dos expoentes da arquitetura moderna no Brasil.
Rino estudou inicialmente na Academia de Brera em Milão, passando para a Escola Superior de Arquitetura em Roma, onde formou-se em 1926. Ainda antes de concluir seus estudos em Roma, Rino Levi envia da Itália uma carta ao jornal Estado de São Paulo (publicada em 15 de outubro de 1925) sob o título “Arquitetura e estética das cidades”, que foi futuramente classificada como uma das primeiras manifestações em torno da arquitetura moderna no Brasil. 
Foi aluno de Marcello Piacentini em Roma, autor do edifício Matarazzo em São Paulo.
Em seus retorno ao Brasil, em 1926, Rino é empregado na Companhia Construtora de Santos, ocupando o lugar que fora de Gregori Warchavchik, que fora seu colega de estudos em Roma.

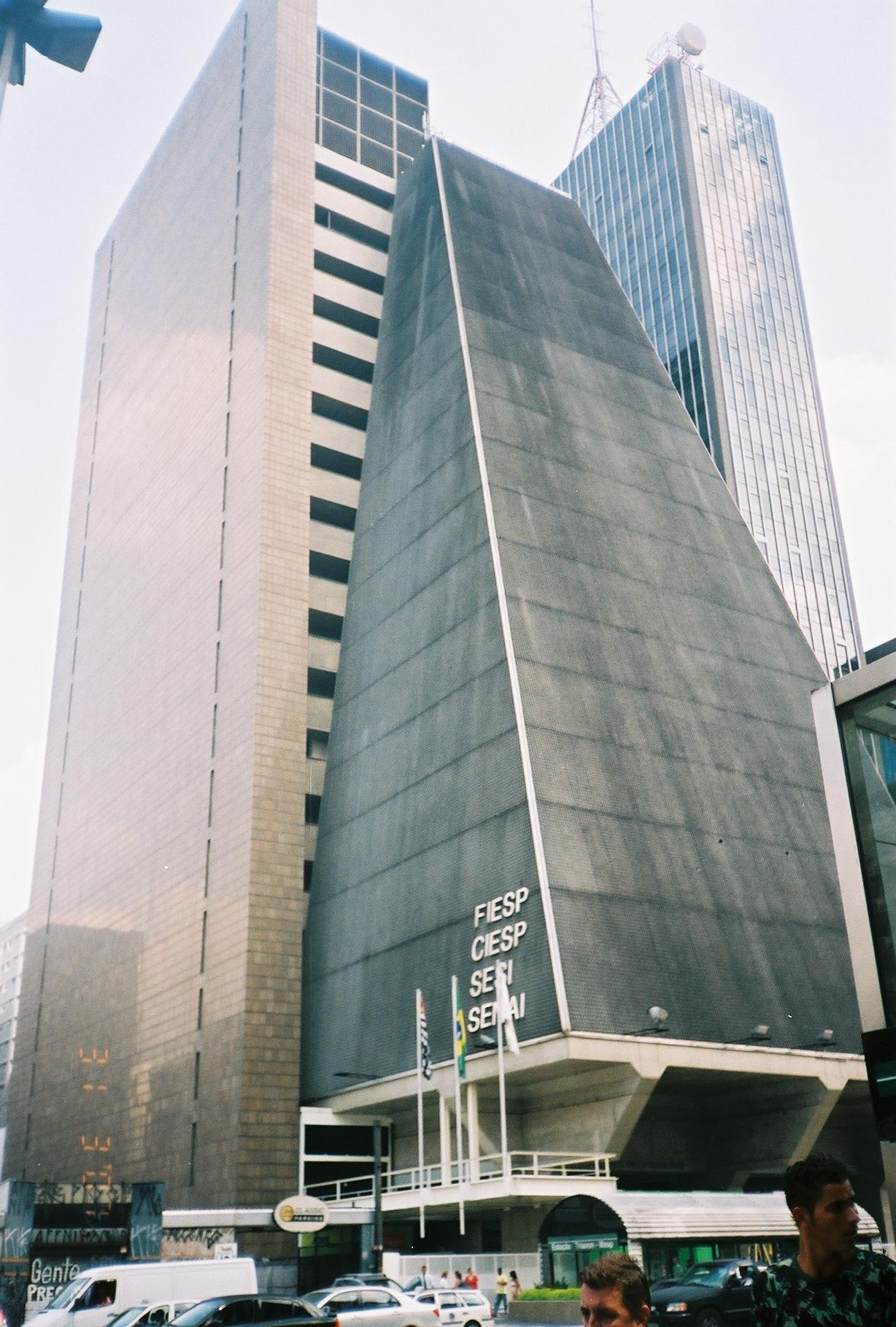
Edifício da Fiesp, na avenida Paulista projetado pelo escritório de Rino Levi após seu falecimento.

Em 1927, atua como arquiteto independente e funda o escritório Rino Levi Arquitetos Associados. No início da década de 30 projeta seu primeiros prédios modernos encomendados por clientes de origem italiana, radicados em São Paulo. Estes lhe encomendam pequenos edifícios e conjuntos de sobrados, alguns dos quais Rino Levi encarregou-se também da execução das obras. Deste período são notáveis as residências para Dante Ramenzoni (1931/33), a residência Delfina Ferrabino (1931) e os edifícios Gazeau (1929) e Nicolau Schiesser (1933).
Suas  primeiras obras de vulto foram o Edifício Columbus, na Avenida Brigadeiro Luís Antônio (primeiro condomínio de apartamentos da metrópole, demolido em 1971), o Cine Ufa Palácio , na Avenida São João, a Residência Médici, em Santo Amaro, e o Edifício Sarti, na Praça da República. Estes edifícios racionalistas, apresentam volumes simples, com estrutura evidenciada.
O projeto do Cine Ufa Palácio (1936), pelos princípios de acústica aplicados, lhe rendeu diversos outros projetos de cinemas: Cine Universo (1936), o Cine Art-Palácio de Recife (1937) o Cine Ipiranga (1943) e o Teatro Cultura Artística (1942). Seus projetos são, na ocasião, publicados na Revista Politécnica e nas revistas Architettura (Itália) e Architecture d'Aujourd'Hui (França).
Rino Levi participou da  formação e construção do Instituto de Arquitetos do Brasil e foi membro atuante em toda sua vida,  participando inclusive do projeto para construção do edifício-sede da seção paulista.  Em 1952, sucede Oswaldo Bratke na  presidência do IAB-SP.
Participa em 1957, em conjunto com Vilanova Artigas, entre outros arquitetos, da reestruturação da FAU-USP, onde atuou como professor até 1959.
Trabalharam e participaram em seu escritório (Rino Levi Arquitetos Associados) Roberto Cerqueira César — inicialmente como funcionário (1941) e depois como sócio — e Luiz Roberto Carvalho Franco, inicialmente como estagiário, depois funcionário e finalmente sócio. A Rino Levi – Arquitetos Associados viria a desenvolver vários projetos na grande São Paulo com os mais diversos programas tais como: complexos industriais, edifícios comerciais, escritórios, edifícios residenciais, casas, cinemas, hospitais, teatros, bancos, etc. O Centro Cívico de Santo André, um complexo municipal, foi seu último projeto.
Rino Levi faleceu em 29 de setembro de 1965, acompanhando Burle Marx em uma expedição botânica no interior da Bahia, em Morro do Chapéu, mais especificamente no Morrão, ponto turístico que da o nome da cidade. Burle Marx foi um grande amigo e colaborador e participou, como paisagista e como artista plástico, dos seus mais significativos projetos.

### Principais obras
- Edifício Columbus (1932) - São Paulo (demolido em 1971)
- Edifício Guarani (1936)
- Cine Art-Palácio (1936) - Recife
- Edifício Porchat (1940)
- Instituto Sedes Sapientia (1940)
- Cine Ipiranga (1941)
- Teatro Cultura Artística (1942)
- Edifício Prudência (1944)
- Casa de Rino Levi (1946) - São Paulo
- Hospital do Cancer (1947)
- Edifício Seguradora Brasileira (1948) - Largo da Pólvora
- Hospital Cruzada Pró-Infância (1948) - (atual Hospital Pérola Byington), em São Paulo[1]
- Casa de Olivo Gomes (1949) - no Parque da Cidade em São José dos Campos[2]
- Residência de Milton Guper (1951)
- Residência de Olívio Gomes (1951)
- Hospital Israelita Albert Einstein (1958) - São Paulo
- Edifício Sul-Americano (1963)
- Centro Cívico (1965) - atual Paço Municipal de Santo André, São Paulo

### Projetos não construídos
- Edifício Centro Rental Profesional las Acacias "La Parabola" (Caracas-Venezuela)

Referencia: Revista Hábitat. N° 34. 1956-II, pp 56. / Revista Integral 3 – 4
editado por Luis Vásquez Fuentes / Caracas-Venezuela

### Obras construídas após seu falecimento
- Edifício Luiz Eulálio Bueno Vidigal Filho, sede do FIESP-CIESP-SESI, na Avenida Paulista, em São Paulo
- Prédios da Faculdade de Medicina do ABC, em Santo André, São Paulo
- Torre do Relógio, na Cidade Universitária da USP